# ディズニーキッズ・サマーアドベンチャー
- 東京ディズニーシー > 東京ディズニーシーのスペシャルイベント > ディズニーキッズ・サマーアドベンチャー
- 東京ディズニーランド > 東京ディズニーランドのスペシャルイベント > ディズニーキッズ・サマーアドベンチャー

ディズニーキッズ・サマーアドベンチャーは、東京ディズニーランド(TDL)と東京ディズニーシー(TDS)で夏季に行われていた小学生以下を対象としたイベントである。

## 概要
小学生以下の児童、幼児を対象としたイベントである。一部のプログラムを除き、参加するのにパスポートは不要のため、不要な3歳以下でも参加は可能である。
イベント期間は、開始はそれぞれ異なるものの、各年の8月31日までとなっている。

### キャラクター衣装
2004年以降は、キャラクターがボーイスカウトを模した黄色い服に赤いバンダナ、帽子といった衣装を着て登場している。ショー、パレードなどでキャラクターといっしょにダンサー、アクターが登場する場合も、同様の衣装を着る。
登場するキャラクターは、常に全員が同時に登場するわけではないが、ミッキーマウス、ミニーマウス、ドナルドダック、グーフィー、プルート。2007年以降は、これにスティッチが加わる。
また、そのイラストを着たキャラクターを描いた商品なども販売している。

## 2003年
東京ディズニーシー (TDS)でのみ開催された。
開催期間2003年7月18日〜同年8月31日
プログラム
シールラリー
専用のマップを元に、パーク内の各地で配布しているキッズアドベンチャーの専用シールを集めて回る。一定の枚数以上のシールを集め、マップに貼ったものを提示すると、子供の名前が手書きされた「東京ディズニーシー 探検家認定証」をもらうことができた。
紙製の双眼鏡、ガイドホルダーのプレゼントもあった。

## 2004年
東京ディズニーシー (TDS)に加え、東京ディズニーランド (TDL)、ディズニーリゾートラインでも開催された。
開催期間2004年7月17日〜同年8月31日
プログラム
シールラリー
TDS、TDLでそれぞれのパークの専用マップをもらい、それぞれのパーク内で配布している専用シールを集めて回る。
シールを集めた場合は、各パークごとに景品がもらえた。
- TDS - 記念品ノート
- TDL - 記念メダル

クイズラリー
ディズニーリゾートラインで開催された。各駅を回って、クイズに答える。
ミニパレード
TDSで開催された。
アトモスフィアあつかいで開催時間は公表されていなかった。
ビッグシティ・ヴィークルのデリバリートラックにキャラクターが乗り込み、音楽と共にアメリカンウォーターフロントをパレードする。
使用楽曲は、『東京ディズニーシー2ndアニバーサリー』の「ミッキーのファンタスティックキャラバン」の曲の歌詞違いが用いられた。

## 2005年
開催期間2005年7月1日〜同年8月31日
プログラム
シールラリー
TDLで開催された。
専用のマップを元に、TDLのアトラクションを探検する。シールを5枚以上集めた場合は、景品として「ディズニーキッズ・アドベンチャーバッジ」がもらえた。
ミニパレード
TDSで開催された。
アトモスフィアあつかいで開催時間は公表されていなかった。
登場するキャラクターは2004年と同じ。
使用楽曲が、『ディズニーキッズ・サマーアドベンチャー』のオリジナル曲になった。
アトモス・ショー
アトモスフィアあつかいで開催時間は公表されていなキャラクターショーが数箇所で開催された。
TDS
- ウォーターフロントパーク - ミッキーマウス、ミニーマウス、ドナルドダック、グーフィー、プルート

TDL
- ウエスタンランド - ミッキーマウス、ミニーマウス
- トゥーンタウン - ミニーマウス

## 2006年
2006年は開催されていない。

## 2007年
開催期間2007年7月20日〜同年8月31日
プログラム
ジャンピン・スマイル
TDSのアラビアンコーストで開催された。1日2回開催。
カストーディアル・キッズ
TDSで開催された。小学生が対象。カストーディアル体験を行う体験プログラム。
ミニパレード
TDLで開催された。
『リロ&スティッチのフリフリ大騒動〜Find Stitch!〜』で使用された「ルアウ・ホーム・フロート」にキャラクターが乗って、ファンタジーランド側からミニパレードを行う。
途中、プラザで停止し、「リズムサイズ」というダンスを子供たちといっしょに行い、トゥーンタウン側へと去って行く。

## 2008年
開催期間2008年7月18日〜同年8月31日
プログラム
ジャンピン・スマイル
TDSのアラビアンコーストで開催された。1日2回開催。
リズムサイズ
TDLのキャッスルフォアコートで開催された。1日2回開催。
秘密のキッズステーション
TDSで開催された。「ディズニーキッズ・サマーアドベンチャーガイド」を頼りに、TDS内に設置された「秘密のキッズステーション」を探し当てる。
秘密のキッズステーションでは、小人パスポートの提示で、ミッキーマウスたちキャラクターが着けているのと同様の赤いバンダナをもらうことができた。なお、小人年間パスポートの場合は、期間中の1回のみ引き換え可能。
Find Stitch!
TDLで開催された。
「ディズニーキッズ・サマーアドベンチャーガイド」に記載されているヒントを頼りに、パークのあちこちに描かれたスティッチの落書きを探すというもの。
カストーディアル・キッズ!
TDSで開催された。2007年に同じ。

## 2009年
開催期間2009年7月8日〜同年8月31日
プログラム
リズムサイズ
TDLで開催された。
登場キャラクターにデイジーダックが追加されている。
キッズラリープログラム
TDL
『モンスターズ・インク』に登場するブーが、パーク内に描いたモンスターたちの絵をディズニーキッズ・サマーアドベンチャーガイドに書かれたヒントを頼りに探し出す。絵を見つけると、公式サイトからパソコン用壁紙、携帯用待ち受け画像を入手できた。
TDS
TDSのパーク内のどこかに描かれた冒険の印をディズニーキッズ・サマーアドベンチャー・ガイドに書かれたヒントを頼りに探し出す。すべての冒険の印を見つけると、ある質問が完成するので、その答えをゴール地点（セイリングディ・ブッフェ前）のキャストに言うと、「冒険家の証」をもらえた。
マーチ・オブ・チャンピオンズ
TDSで、1日2回開催された。
世界ヨットレースで優勝したディズニーの仲間たちを祝して、SSコロンビア号前からケープコッドまで、祝勝パレードが行われる。
パレードには、ディズニー・キャラクター、ダンサー、ゲストの他に、公募された子供のチアリーディング、東京ディズニーシー・マリタイムバンドも参加する。
出演キャラクター
ミッキーマウス、ミニーマウス、ドナルドダック、グーフィー、プルート、ダッフィー
トレジャーハンターグリーティング
「冒険の途中でロストリバーデルタに立ち寄った」という設定で、ミッキーマウス、ミニーマウス、ドナルドダック、スティッチらとのフォト・グリーティングが開催された。
カストーディアル・キッズ!
TDSで開催された。2007年と同じ。

## 2010年
開催期間2010年7月8日〜同年8月31日
プログラム
ナミナミナ
子供たちがディズニーの仲間たちとダンスを行うプログラム。約15分。
- TDL 1日3回
- TDS 1日2〜3回

上記のTodayに掲載されているプログラム以外にも、場所、時間を非公開としたアトモスフィア・エンターテイメント的に開催されるものもある。
登場キャラクター
全てのキャラクターが同じ回に登場するわけではない。
- ミッキーマウス、ミニーマウス、ドナルドダック、デイジーダック、グーフィー、プルート、チップとデール
- 『リロ・アンド・スティッチ』よりスティッチ
- 『ピノキオ』よりピノキオ、ゼペット
- 『カールじいさんの空飛ぶ家』よりカールじいさん、ラッセル

キッズフォトスポット
「スティッチがお勧めするフォトスポット」という設定で、新たなフォトスポットが設けられている。TDL,TDS両方で開催。
イメージワークス
TDLで開催。合成写真を撮る際に、ミッキーマウス、ミニーマウスの衣装と同様の衣装を着て撮影できる。有料。
ディズニー・ドローイングクラス
TDLで開催。期間中に参加すると｢ディズニーキッズアニメーター認定証｣がもらえる。有料。
マイ・トランペットをつくろう
TDLで開催。日用品からトランペットを作る工作を行う。有料。
トレジャーハンター・グリーティング
TDSで開催。探検の途中に立ち寄ったという設定のディズニーの仲間たちと記念撮影が行える。
カストーディアル・キッズ
TDSで開催。前年と同様。コスチュームに着替えて、カストーディアルキャストの仕事を体験するプログラム。有料。
パークの小枝のリトルハウス
TDSで開催。小枝を使ってリトルハウスを作るプログラム。有料。
魔法のめがねをつくろう
TDSで開催。3D映像のしくみを学びながら魔法のめがねを作るプログラム。有料。
ディズニーキッズ・ベルキャスト
ディズニーアンバサダーホテルで開催される宿泊者向けプログラム。自分の家族を部屋までベルキャストとして案内する。
ディズニーリゾートラインのひみつ
ディズニーリゾートラインで開催されるガイドプログラム。有料。

## 2011年
キャッチコピーは「この夏は、みんなのものだ！」
開催期間2011年7月8日〜同年8月31日
プログラム
ナミナミナ
子供たちがディズニーの仲間たちとダンスを行うプログラム。約15分。
- TDL 1日3回 キャッスルフォアコート（1回）、ウエスタンランドのパレードルート（2回）
- TDS 1日1回 ドックサイドステージ

登場キャラクター
全てのキャラクターが同じ回に登場するわけではない。
- ミッキーマウス、ミニーマウス、ドナルドダック、デイジーダック、グーフィー、プルート、チップとデール、スティッチ、ピノキオ、ゼペット、ジミニー・クリケット・ファイファー・ピッグ、フィドラー・ピッグ・プラクティカル・ピッグ、トゥイードルダム、トゥイードルディー

## 2012年
開催期間2012年7月9日〜同年8月31日
プログラム
ナミナミナ
子供たちがディズニーの仲間たちとダンスを行うプログラム。約15分。
- TDL 1日1回 プラザのパレードルート
- TDS 1日1回 ドックサイドステージ

登場キャラクター
全てのキャラクターが同じ回に登場するわけではない。
- ミッキーマウス、ミニーマウス、ドナルドダック、デイジーダック、グーフィー、プルート、チップとデール、スティッチ、ピノキオ、ゼペット、ジミニー・クリケット・ファイファー・ピッグ、フィドラー・ピッグ・プラクティカル・ピッグ、トゥイードルダム、トゥイードルディー